# ビーズウイング

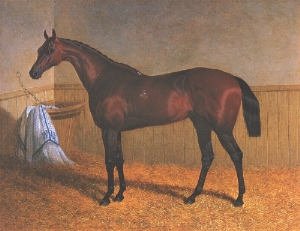
ビーズウイング

ビーズウイング（Beeswing、1833年 - 1854年）は19世紀中ごろに活躍したイギリスの競走馬・繁殖牝馬。
1835年から1842年にかけておもにイングランド北部で活躍。全64戦中51勝を挙げ、1842年にはアスコットゴールドカップを制した。ほかにドンカスターカップ4回、ニューキャッスルカップ6回、クレーヴンステークス3回、フィッツウィリアム3回など。繁殖牝馬としても成功し、ニューミンスター、ナニキルク（2000ギニー）の母として今日のサラブレッドの血統中で見つけられる。